# Ambroise Ambroise
Pour les articles homonymes, voir Ambroise.
Ambroise Ambroise est un imprimeur et graveur lorrain de la première moitié du XVIIe siècle
On sait très peu de choses sur sa vie. Il imprime un livre liturgique à Mirecourt en 1616.
Il imprime plusieurs ouvrages entre 1631 et 1634 à Épinal.
Il est également graveur, auteur de nombreux portraits sur bois pour le livre de Nicolas Clément, Les Roys et les ducs d'Austrasie depuis Theodoric premier fils aisné de Clovis jusqu'à Henry de Lorrain II, Épinal, 1617.